# Johann Eberhard August von Voigt
Johann Eberhard August Voigt, seit 1776 von Voigt (* 1738; † 1811) war kurhannoverscher Hofrat und Geheimer Kanzleisekretär.
1783 heiratete er Elisabeth Friederica Schmidt (* 1. Februar 1740), die Tochter des mansfeldischen Kanzleidirektor Johann Christoph Schmidt. Aus dieser Ehe ging u. a. die Ehefrau von Georg Friedrich Sartorius hervor.
Voigt stand u. a. im Briefwechsel mit Johann Wolfgang von Goethe.